# Strychnos trichocalyx
Strychnos trichocalyx är en tvåhjärtbladig växtart som beskrevs av A. W. Hill.. Strychnos trichocalyx ingår i släktet Strychnos och familjen Loganiaceae. Inga underarter finns listade i Catalogue of Life.